# Estação Créteil - L'Échat
Créteil - L'Échat é uma estação da linha 8 do Metrô de Paris, localizada na comuna de Créteil.

## História
A estação foi inaugurada em 24 de setembro de 1973. É a primeira estação ao ar livre na linha em direção a Créteil-Préfecture. Foi o terminal sudeste da linha 8 até 10 de setembro de 1974, data do lançamento da extensão a Créteil - Préfecture.
Ela serve o centro de negócios de l'Échat, que recebeu o nome do antigo chemin de l'Échat. Ela porta como subtítulo Hospital Henri Mondor, o nome do Hospital Universitário AP-HP localizado nas imediações.
Em 2011, 2 109 885 passageiros entraram nesta estação. Em 2012, havia 2 276 678 passageiros. Ela viu entrar 2 361 971 passageiros em 2013, o que a coloca na 229ª posição das estações de metrô por sua frequência em 302.

## Serviços aos passageiros

### Acesso
A estação é acessível pelo shopping center L'Échat e pela rue Gustave-Eiffel em uma das entradas do hospital.

### Plataforma
A estação é em superfície e possui uma plataforma central enquadrada pelas duas vias do metrô. O nome da estação é inscrito na fonte Parisine em painéis com iluminação de fundo e os assentos são de estilo "Motte" de cor laranja.
Uma terceira via de garagem é estabelecida a oeste das passagens, mas não se junta a nenhuma plataforma, embora o espaço necessário para a construção planejada de uma segunda plataforma seja disponível.

### Intermodalidade
A estação é servida pelas linhas 172 e 281 da rede de ônibus RATP, pelas linhas B, O1 e O2 da rede de ônibus STRAV e pela linha 100 da sociedade de transportes Courrier d'Île-de-France.
No entanto, devido a obras na estação como parte da criação da futura linha 15 do metrô, a linha 172 do ônibus termina temporariamente na parada Hôpital Henri Mondor de 12 de junho de 2015 por um período indeterminado.

## Pontos turísticos
- CHU Henri-Mondor

## Projetos

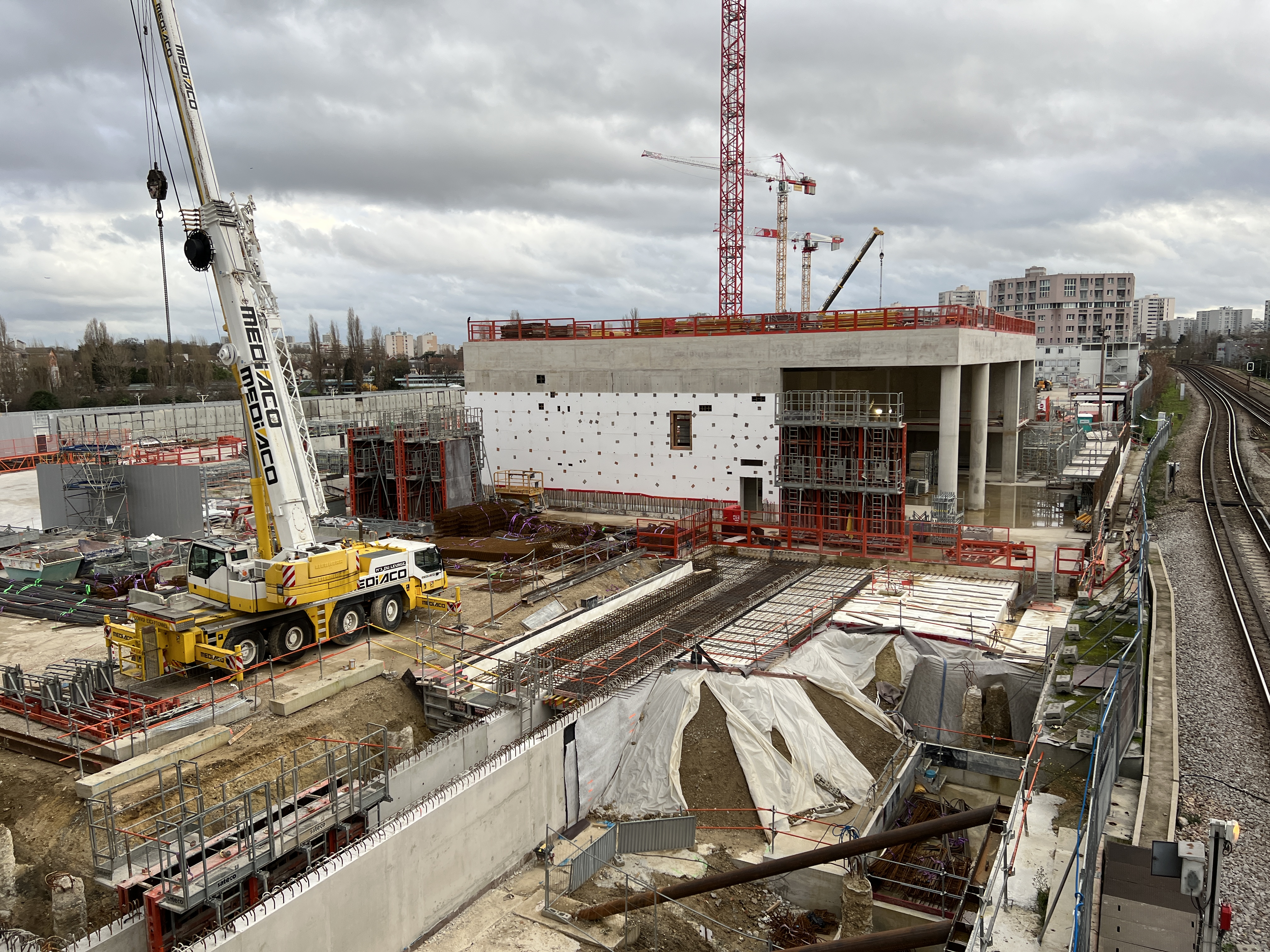
Construção da estação da linha 15 em janeiro de 2022.

Em 2025, ela também deverá acomodar uma estação de metrô na linha 15 do Grand Paris Express. Ela será localizada na rue Gustave-Eiffel, e suas plataformas estarão a uma profundidade de 16 metros.
O design da estação é confiado ao escritório de arquitetura ANMA de Nicolas Michelin. A construção da estação é confiada a um grupo de empresas compostas por Bouygues Travaux Publics, na qualidade de representante conjunto, e pela Soletanche Bachy France, Soletanche Bachy Tunnels, Bessac e Sade.
O jovem artista francês Mathias Isouard projeta um trabalho artístico para a estação Créteil - L'Échat em coordenação com o arquiteto Cyril Trétout.
As obras de engenharia civil começaram em março de 2017, a fase da parede de diafragma começou desde setembro de 2017 e o lançamento está previsto para 2025.
A estação de metrô existente será modificada com a criação de um corredor para chegar à estação da linha 15 sob as vias da linha 8. O salão de recepção existente será reformado para acomodar os fluxos de conexão e uma segunda plataforma central coberta, entre a via 1 e a via A na direção de Pointe du Lac, será criada.
O volume da futura estação está sendo ampliado e continua até a primavera de 2019. Uma tuneladora Camille foi lançada em 2019 depois de Créteil - L'Échat e escavará o túnel até o canteiro Salengro.